# Schweizer Parlamentswahlen 1851
- DL: 3
- FL: 78
- LM: 16
- ER: 7
- KK: 16

Die Schweizer Parlamentswahlen 1851 fanden am 26. Oktober 1851 statt. Zur Wahl standen 120 Sitze des Nationalrates. Die Wahlen wurden nach dem Majorzwahlrecht vorgenommen, wobei das Land in 49 unterschiedlich grosse Nationalratswahlkreise unterteilt war. Bei diesen Wahlen konnten die Freisinnigen (bzw. Radikal-Liberalen) trotz geringfügiger Verluste erneut einen deutlichen Wahlsieg erringen. Sowohl beim Wähleranteil als auch bei der Zahl der Sitze errangen sie die absolute Mehrheit. Zulegen konnten vor allem die liberale Mitte und die Katholisch-Konservativen. In allen Kantonen waren die Wahlen in den Ständerat indirekt und erfolgten durch die jeweiligen Kantonsparlamente. Das neu gewählte Parlament trat in der 2. Legislaturperiode erstmals am 1. Dezember 1851 zusammen.

## Neueinteilung der Wahlkreise und Wahlgesetz

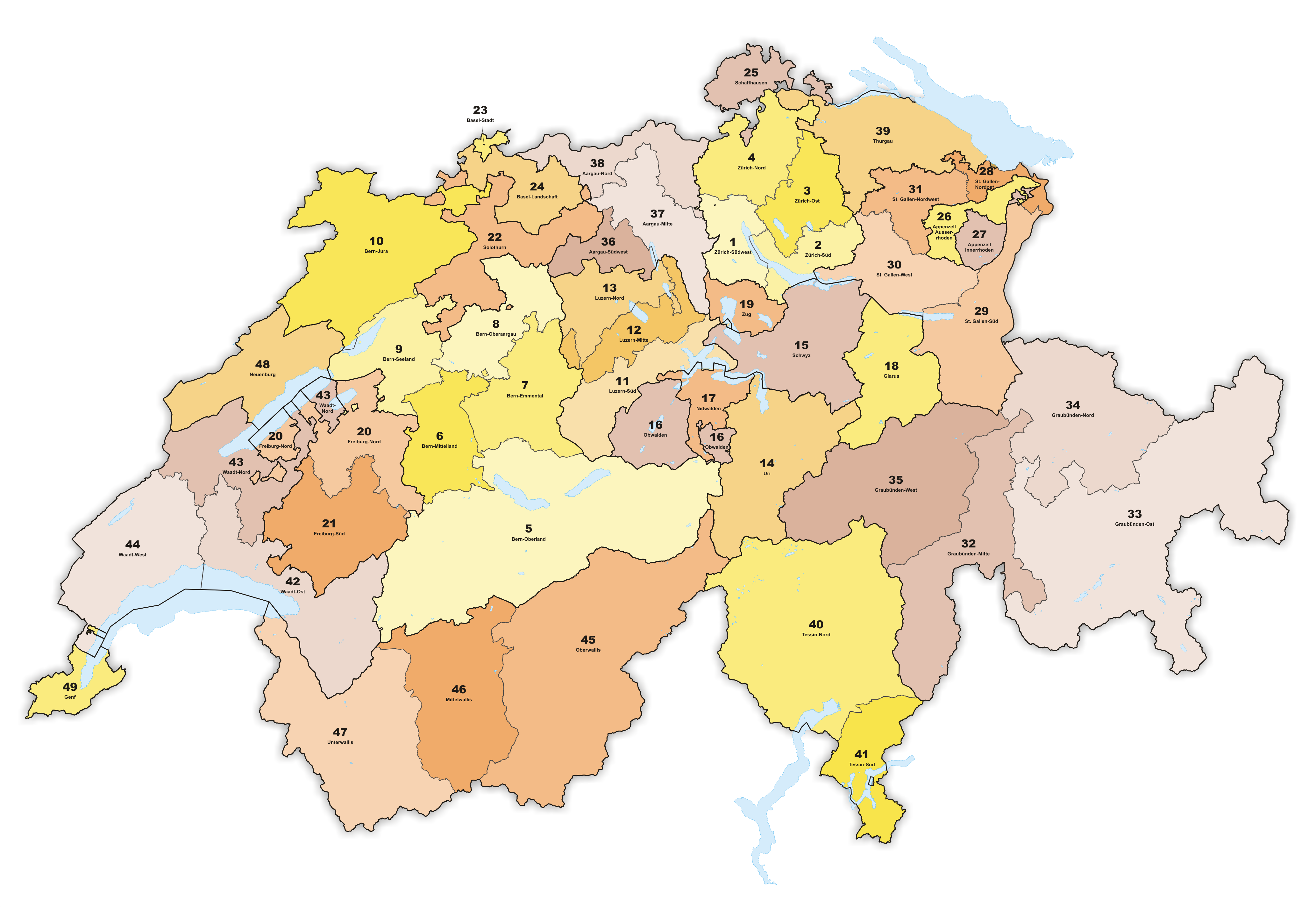
Neueinteilung der Nationalratswahlkreise

1848 konnte aus Zeitmangel noch kein einheitliches Nationalratswahlgesetz auf Bundesebene ausgearbeitet werden, weshalb die Festlegung der Wahlmodalitäten und der Wahlkreise weitgehend den einzelnen Kantonen überlassen worden war. Zudem war nach Vorliegen der Volkszählungsergebnisse von 1850 ohnehin eine Neueinteilung der Wahlkreise erforderlich. Gemäss dem Grundsatz, dass ein Nationalrat 20'000 Seelen (Einwohner) oder einen Bruchteil von über 10'000 Seelen vertreten müsse, erhöhte sich die Gesamtzahl der Sitze von 111 auf 120. Die neun zusätzlichen Mandate gingen an die Kantone Aargau (+1), Bern (+3), Glarus (+1), Luzern (+1), Neuenburg (+1), Waadt (+1) und Zürich (+1).
Der Bundesrat startete im Sommer 1850 ein Vernehmlassungsverfahren. Die Mehrheit der angefragten Kantone wollte im Wesentlichen die Ordnung von 1848 beibehalten und sah keinen grundlegenden Änderungsbedarf. Die nationalrätliche Kommission unter dem Vorsitz von Alfred Escher kam zum Schluss, zur Sicherung einer freisinnig-liberalen Mehrheit müsse die Festlegung der Wahlkreise Aufgabe des Bundes sein und dürfe keinesfalls den Kantonen überlassen werden, da sonst die konservative Opposition daraus Nutzen ziehen könnte. Die Kommission schlug eine Optimalgrösse für Wahlkreise vor: Ein Wahlkreis sollte nicht mehr als vier Sitze umfassen. Andererseits sollte auf die Schaffung von Einerwahlkreisen wenn möglich verzichtet werden, ausser die geographischen Begebenheiten liessen keine andere sinnvolle Einteilung zu.
Die darauf folgenden Ratsverhandlungen zeigten, dass sich die freisinnige Ratsmehrheit nicht konsequent an diese Grundsätze hielt, sondern bei einigen Kantonen davon abwich, wenn es ihrem Interesse diente. Nur zehn Wahlkreise wiesen letztlich die «optimale» Grösse von vier Sitzen auf. Beispielsweise wurde der Kanton Luzern in drei Wahlkreise mit 2, 2 und 3 Sitzen statt in zwei Wahlkreise mit 4 und 3 Sitzen aufgeteilt, da dies sonst die Konservativen begünstigt hätte. Ähnlich verhielt es sich im Kanton St. Gallen (viermal 2 Sitze statt zweimal 4 Sitze), im Kanton Wallis (1, 1 und 2 Sitze statt einmal 4 Sitze) und im Kanton Graubünden (viermal 1 Sitz statt einmal 4 Sitze). Die Kantone Aargau und Tessin, die 1848 einen Einheitswahlkreis mit einer Sitzzahl über dem «Vierer-Optimum» gebildet hatten, wurden in drei bzw. zwei Wahlkreise aufgeteilt, wobei man bei der Grenzziehung darauf achtete, die liberalen Kräfte wenn möglich zu bevorteilen. Im Kanton Thurgau hingegen fasste man vier Einerwahlkreise zu einem Viererwahlkreis zusammen, im Kanton Schwyz zwei Einerwahlkreise zu einem Zweierwahlkreis.
Nach der Zustimmung von Nationalrat und Ständerat trat das «Bundesgesetz betreffend die Wahl der Mitglieder des Nationalrathes» am 21. Dezember 1850 in Kraft. Es sah insgesamt 49 Wahlkreise vor (bisher 52). Als Wahltermin des ersten Wahlgangs wurde einheitlich der letzte Sonntag im Oktober festgelegt, während die Kantone das Datum allfälliger weiterer Wahlgänge selbst festlegen konnten. Es war den Kantonen auch überlassen, ob sie die Stimmabgabe in jeder Gemeinde, an einem Ort je Kantonsratswahlkreis oder an Wahlversammlungen ermöglichen wollten. Um gewählt zu werden, war im ersten und zweiten Wahlgang das absolute Mehr der Stimmen erforderlich, im dritten Wahlgang reichte das relative Mehr.

## Wahlkampf
Die Freisinnigen hatten bei den ersten Nationalratswahlen aufgrund fast inexistenter Opposition eine überragende Mehrheit errungen. 1851 sahen sie sich nun in die Position der Verteidigung gedrängt, zumal die liberalen Revolutionen von 1848/49 fast alle gescheitert waren. Es gab Befürchtungen, reaktionäre Nachbarstaaten könnten in der Schweiz intervenieren und mithilfe der Konservativen im eigenen Land die liberalen Errungenschaften von 1848 rückgängig machen. Eine Warnung war der konservative Wahlsieg im Kanton Bern bei den Grossratswahlen von 1850. Ein ähnlicher Wahlausgang auf Bundesebene sollte mit allen Mitteln verhindert werden. Allgemein waren sich die Freisinnigen jedoch darin einig, dass der extreme Radikalismus früherer Tage für die Bewahrung des Bundesstaates nicht mehr notwendig sei, angebracht sei vielmehr eine etwas gemässigtere, von Versöhnung und Verständnis geprägte Haltung. Auch die konservative Opposition, die erstmals überhaupt einen gewissen Organisationsgrad aufwies, war bestrebt, eine eher ausgleichende Position einzunehmen. Sie vermied es, reaktionäre Forderungen zu stellen und setzte sich für den Föderalismus ein oder legte den Fokus auf überparteiliche Wirtschaftsinteressen.
Während der 1. Legislaturperiode hatte es aufgrund von Vakanzen insgesamt 19 Ersatzwahlen in 17 Wahlkreisen gegeben. Obwohl auf diese Weise über ein Sechstel des Nationalrates erneuert worden war, resultierten keine nennenswerten parteipolitischen Verschiebungen. Bei den Wahlen von 1851 traten zwar deutlich mehr Kandidaten an als drei Jahre zuvor, dennoch waren die Wahlen in 40 Wahlkreisen bereits nach dem ersten Durchgang entschieden. In acht Wahlkreisen waren Ergänzungswahlen aufgrund erfolgreicher Doppelkandidaturen notwendig. Alle sieben Bundesräte traten erstmals zu einer so genannten Komplimentswahl an, d. h., sie stellten sich als Nationalräte zur Wahl, um sich von den Wählern ihre Legitimation als Mitglieder der Landesregierung bestätigen zu lassen. Die darauf notwendig gewordenen Ergänzungswahlen waren am 11. Januar 1852 abgeschlossen, womit der Nationalrat vollzählig war. Insgesamt gab es 76 Wahlgänge, 10 weniger als vor drei Jahren (nicht berücksichtigt sind die Wahlen in den Landsgemeindekantonen).
Besonders intensiv war der Wahlkampf im Kanton Bern, wo die Wahlbeteiligung 86,6 Prozent betrug und somit mehr als viermal so hoch war als 1848. Diese starke Mobilisierung war eine Folge straffer Organisation und leidenschaftlich geführter Debatten. Der freisinnige Spitzenkandidat Jakob Stämpfli, der im Juli 1851 zum Nationalratspräsidenten gewählt worden war, verbüsste im Herbst eine 30-tägige Haftstrafe wegen «Pressevergehen». Seine Entlassung am 4. Oktober wurde zu einer grossen Kundgebung gegen die konservative Kantonsregierung genutzt. Praktisch inexistent war der Wahlkampf hingegen im Kanton Zürich, wo nur gerade 13,4 Prozent der Wähler ihre Stimme abgaben.

## Ergebnis der Nationalratswahlen

### Gesamtergebnis
Von 517'020 volljährigen männlichen Wahlberechtigten nahmen 276'997 an den Wahlen teil, was einer Wahlbeteiligung von 53,6 % entspricht. In diesen Zahlen nicht mitberücksichtigt sind die Kantone Appenzell Ausserrhoden, Appenzell Innerrhoden, Glarus, Obwalden, Nidwalden und Uri: Dort erfolgte die Wahl durch die jeweilige Landsgemeinde, weshalb keine genauen Resultate verfügbar sind.
Die 120 Sitze im Nationalrat verteilten sich wie folgt:
| \| Partei \| Sitze 1848 \| vor Auf- lösung \| Sitze 1851 \| +/− \| Wähler- anteil \| +/− \| \| ------- \| ---------- \| --------------- \| ---------- \| --- \| -------------- \| ------ \| \| FL \| 79 \| 79 \| 78 \| −1 \| 53,1 % \| −4,9 % \| \| LM \| 11 \| 11 \| 16 \| +5 \| 13,6 % \| −3,3 % \| \| KK \| 9 \| 9 \| 16 \| +7 \| 15,5 % \| +3,9 % \| \| ER \| 6 \| 7 \| 7 \| +1 \| 13,5 % \| +4,9 % \| \| DL \| 6 \| 5 \| 3 \| −3 \| 04,1 % \| −0,2 % \| \| Diverse \| – \| – \| – \| – \| 00,2 % \| −0,4 % \| | - FL = Freisinnige Linke (Freisinnige, Radikale, Radikaldemokraten) - LM = Liberale Mitte (Liberale, Liberaldemokraten) - KK = Katholisch-Konservative - ER = Evangelische Rechte (evangelische/reformierte Konservative) - DL = Demokratische Linke (extreme Linke) |                 |            |     |                |        |
| Partei | Sitze 1848 | vor Auf- lösung | Sitze 1851 | +/− | Wähler- anteil | +/−    |
| FL | 79 | 79              | 78         | −1  | 53,1 %         | −4,9 % |
| LM | 11 | 11              | 16         | +5  | 13,6 %         | −3,3 % |
| KK | 9 | 9               | 16         | +7  | 15,5 %         | +3,9 % |
| ER | 6 | 7               | 7          | +1  | 13,5 %         | +4,9 % |
| DL | 6 | 5               | 3          | −3  | 04,1 %         | −0,2 % |
| Diverse | – | –               | –          | –   | 00,2 %         | −0,4 % |

Hinweis: Eine Zuordnung von Kandidaten zu Parteien und politischen Gruppierungen ist nur bedingt möglich. Der politischen Wirklichkeit des 19. Jahrhunderts entsprechend kann man eher von Parteiströmungen oder -richtungen sprechen, deren Grenzen teilweise fliessend sind. Die verwendeten Parteibezeichnungen sind daher eine ideologische Einschätzung.

### Ergebnisse in den Kantonen
Die nachfolgende Tabelle zeigt die Verteilung der errungenen Sitze auf die Kantone.
| Kanton                 | Sitze total | Wahl- kreise | Betei- ligung | FL | FL | LM | LM | KK | KK | ER | ER | DL | DL |
| ---------------------- | ----------- | ------------ | ------------- | -- | -- | -- | -- | -- | -- | -- | -- | -- | -- |
| Aargau                 | 10          | 3            | 80,8 %        | 4  | −4 | 3  | +2 | 3  | +3 |    |    |    |    |
| Appenzell Ausserrhoden | 2           | 1            | –             | 2  |    |    |    |    |    |    |    |    |    |
| Appenzell Innerrhoden  | 1           | 1            | –             |    |    |    |    | 1  |    |    |    |    |    |
| Basel-Landschaft       | 2           | 1            | 24,2 %        | 1  |    |    |    |    |    |    |    | 1  |    |
| Basel-Stadt            | 1           | 1            | 43,5 %        |    |    | 1  |    |    |    |    |    |    |    |
| Bern                   | 23          | 6            | 86,6 %        | 15 | +2 | −  | −3 | 3  | +3 | 5  | +1 |    |    |
| Freiburg               | 5           | 2            | 21,0 %        | 5  | +1 | −  | −1 |    |    |    |    |    |    |
| Genf                   | 3           | 1            | 42,5 %        | 3  |    |    |    |    |    |    |    |    |    |
| Glarus                 | 2           | 1            | –             | 1  |    | 1  | +1 |    |    |    |    |    |    |
| Graubünden             | 4           | 4            | 52,5 %        | 1  | −1 | 2  | +1 |    |    | 1  |    |    |    |
| Luzern                 | 7           | 3            | 41,2 %        | 4  |    | 1  |    | 2  | +1 |    |    |    |    |
| Neuenburg              | 4           | 1            | 26,9 %        | 4  | +1 |    |    |    |    |    |    |    |    |
| Nidwalden              | 1           | 1            | –             |    |    |    |    | 1  |    |    |    |    |    |
| Obwalden               | 1           | 1            | –             |    |    |    |    | 1  |    |    |    |    |    |
| Schaffhausen           | 2           | 1            | 36,9 %        | 2  |    |    |    |    |    |    |    |    |    |
| Schwyz                 | 2           | 1            | 14,3 %        |    |    | 1  |    | 1  |    |    |    |    |    |
| Solothurn              | 3           | 1            | 37,4 %        | 3  |    |    |    |    |    |    |    |    |    |
| St. Gallen             | 8           | 4            | 68,3 %        | 7  | +1 | 1  | −1 |    |    |    |    |    |    |
| Tessin                 | 6           | 2            | 65,9 %        | 4  | −2 | 2  | +2 |    |    |    |    |    |    |
| Thurgau                | 4           | 1            | 85,2 %        | 4  | +2 |    |    |    |    |    |    | −  | −2 |
| Uri                    | 1           | 1            | –             |    |    |    |    | 1  |    |    |    |    |    |
| Waadt                  | 10          | 3            | 48,4 %        | 5  | −2 | 4  | +4 |    |    |    |    | 1  | −1 |
| Wallis                 | 4           | 3            | 35,7 %        | 2  |    |    |    | 2  |    |    |    |    |    |
| Zug                    | 1           | 1            | 23,7 %        |    |    |    |    | 1  |    |    |    |    |    |
| Zürich                 | 13          | 4            | 13,4 %        | 11 | +1 |    |    |    |    | 1  |    | 1  |    |
| Schweiz                | 120         | 49           | 53,6 %        | 78 | −1 | 16 | +5 | 16 | +7 | 7  | +1 | 3  | −3 |